# Barrie M. Osborne
Barrie M. Osborne (Nova Iorque, 7 de fevereiro de 1944) é um produtor de cinema estadunidense. Venceu o Oscar de melhor filme na edição de 2004 pela realização da obra The Lord of the Rings: The Return of the King.